# منطقه ۶ شهرداری شیراز
منطقه ۶ شهرداری شیراز از سال ۱۳۷۲ در حد انتهای شمال غربی شهر شیراز راه اندازی شده‌است. مساحت محدوده این منطقه ۲۵۰۰ هکتار و محدوده خدماتی ۱۱۴۸ هکتار می‌باشد که از سمت شمال شهرک جوادیه و پردیس و کوه‌های مشرف منصورآباد و چمران، از سمت جنوب اراضی جبل الدراک تا میدان رودکی و از سمت شرق خیابان همت شمالی و جنوبی و میدان قصرالدشت می‌باشد.

## مناطق
از مهم‌ترین محله‌های این منطقه می‌توان به بلوار شهید چمران، قصردشت، معالی آباد،  فرهنگ‌شهر، نیایش و… اشاره کرد. تعداد ساکنین این منطقه ۱۲۴٬۰۰۰ تن است.

## محدوده
- از شمال: کمربندی
- از جنوب: کوه دراک
- از غرب: بزرگراه حسینی الهاشمی
- از شرق: بلوار ایمان(همت)

## بوستان
1. بوستان سجادیه
2. بوستان نمازی
3. بوستان نیایش
4. بوستان منصورآباد
5. پارک جنگلی قصردشت
6. بوستان ملت
7. بوستان محمودیه
8. بوستان متین
9. بوستان سه کنج:

یکی از اراضی بلا استفاده در بلوار فرهنگ شهر که طراحی آن اجرا شد و بوستان فرهنگ نامگذاری شد و باغ فرهنگ نیز در نبش خیابان شهید کسایی بهسازی و به نام بوستان کتاب نامگذاری شد. بوستان سه کنج نیز در یک فضای بلااستفاده شهری احداث شده‌است. در این بوستان از مصالح با کیفیت با طراحی ویژه، کاشی‌های زیبا و لعاب خورده، روشنایی مناسب، طراحی فضای سبز زیبا بهره برده شده است.  پروژه بهسازی بوستان کتاب شیراز واقع در بلوار شهید رجایی با هزینه ۷ میلیارد ریال در زمینی به مساحت ۱۵۰۰ متر مربع، پارک چهار هکتاری کوکب شیرازی با هزینه ۲۵ میلیارد ریال دارای سه کیلومتر مسیر پیاده روی در میدان احسان، بولوار پرستار، خیابان شهید بانشی پشت بیمارستان بعثت، پارک سه کنج با هزینه اجرای ۲۰ میلیارد ریال در زمینی به مساحت چهار هزار مترمربع در بولوار شهید کسایی روبروی خیابان پزشکان دارای طراحی ویژه کفسازی، محوطه سازی و بدنه سازی، آبنما به طول ۹۰ متر، فضای سبز، زمین بازی کودکان، پارک فرهنگ با هزینه اجراى ۸ میلیارد ریال از جمله پروژه‌های شهرداری منطقه ۶ شیراز بود که افتتاح شدند، همچنین کلنگ باغ کتاب به عنوان یک مجموعه چند منظوره فرهنگی با محوریت کتاب در بولوار شهید کسایی تقاطع خلبانان به زمین زده شد.

## مراکز خرید
1. گاندی
2. آفتاب
3. اهورا
4. نگین فارس
5. سلطانیه
6. ملاصدرا

## شهردار
مسعود قادری اردکانی